# 富士山における鉄道構想
富士山における鉄道構想（ふじさんにおけるてつどうこうそう）は、富士山周辺での登山鉄道の構想である。
20世紀半ば以降、様々な構想が提唱されてきた。民間では、富士山北麓を営業エリアとする富士急行が意欲的であり、ほとんどの構想に関わりがある。同社の子会社である富士山麓電気鉄道が運営する富士急行線には「富士登山電車」という観光列車も存在するが、同線は標高857メートルの河口湖駅止まりであり、富士山中腹（五合目）に至るにはバスなど自動車に乗り換えて富士山有料道路（富士スバルライン）を登る必要がある。また南麓の静岡県側からの入山を含めて、富士登山で山頂まで到達するには徒歩によらなければならない。
2020年代においては、富士山の北側が属する山梨県の県庁が積極的で、次世代型路面電車（LRT）を上下分離方式で整備・運営した場合の収支見通しを2024年9月20日に公表した。しかしその後、諸般の事情により通常の鉄軌道方式での整備を断念してゴムタイヤ式の軌道交通とする方針に変更され、「富士トラム」（ふじトラム）という仮称も使用されている。

## 歴史

### 1960年代まで
富士山に登山鉄道を敷設する構想は、古くは1898年に横浜居留地在住のスイス人が山頂までの建設計画を公表し、それをジョルジュ・ビゴーが風刺画として同年刊行の雑誌『日本人の生活』（第二次）に掲載した事例が残っている。
雑誌『動く実験室』1947年8月号掲載の堀田伝四郎「富士山をのぼる電車」という記事では、ケーブルカーなどの計画・構想を紹介している。
1960年代、富士急行が富士山鉄道構想を発表した。富士山に直接掘削機で穴を開け、5合目 - 8合目間（山麓線、定員175人）及び8合目 - 頂上間（山上線、定員120人）のケーブルカーを建設するというものであった。そして1963年（昭和38年）に「富士山地下鋼索鉄道」として申請された。ところが1974年（昭和49年）には申請取下を発表した。富士急行社長によれば、自然保護を重視し、諸般の情勢を考慮してとのことであった。

### 富士スバルライン利用構想の浮上
2008年（平成20年）11月、富士五湖観光連盟（会長：富士急行社長堀内光一郎）が富士スバルラインに代わる富士山5合目へのアクセスとして打ち出した構想は、麓の有料道路ゲート付近に始発駅を設け、有料道路上に単線の線路を敷設して5合目ロータリーまでを結ぶものであった。観光客の散策のため、途中に4駅を設置する。建設費は600億円から800億円程度を見込んでいた。
2013年（平成25年）6月、「富士山-信仰の対象と芸術の源泉」の世界文化遺産登録を受けて、富士急社長の堀内は富士山駅付近から、富士スバルラインの敷地などを通って、富士山5合目までを結ぶ約30キロメートルの鉄道路線を観光用鉄道として新たに敷設し、鉄道の開設に伴い現行の道路は廃棄するという構想を発表した。スバルラインは急斜面だが、鉄道の場合、通常車両で運行が可能という。これに対して、当時の山梨県知事横内正明も「道路よりも環境への負荷が少なく冬も5合目に行ける利点がある。長期戦略として検討の余地はある。道路にはこだわらない」と発言した。
横内正明の後任である後藤斎は、2018年（平成30年）9月25日に検討会の設置を示唆し、その後任の長崎幸太郎も、知事就任前の会見で勉強会を設けることを示唆した。2019年（令和元年）5月22日、長崎幸太郎が、2年後をめどにルート案などの構想を発表する考えを示した。一方、富士山麓にある富士吉田市の堀内茂市長は「技術的に困難」「安全性に問題がある」とし、反対または慎重な姿勢をとった。
富士山登山鉄道が開業した後、東日本旅客鉄道（JR東日本）や富士急行が東京都心方面から5合目までの直通列車（成田エクスプレスや富士回遊）の運行を検討しているとも報じられた。

### 富士山登山鉄道構想検討会発足
こうした経緯の後、山梨県などは「富士山登山鉄道構想検討会」を発足させ、2019年（令和元年）7月29日以降、会合を重ねた。会長を御手洗冨士夫経団連名誉会長、理事長は山東昭子参議院議長が務め、富士スバルライン上に次世代型路面電車（LRT）路線を敷設する方式が最も優位性があるとの素案を、2020年（令和2年）1月30日に了承している。
富士山への輸送や沿線市町村からのリニア新駅へのアクセス路線という側面がある。

### ゴムタイヤ式への方針転換
2024年（令和6年）11月18日、長崎知事はLRTを含む鉄道・鉄軌道方式での整備を断念し、軌道法の適用を想定したゴムタイヤ式の交通手段（ゴムタイヤトラム）を検討すると発表した。中国中車（CRRC）の開発した磁気マーカーまたは白線によって車両を誘導させる方式（智軌）を基にして、LRTに比べて費用削減が可能とされる。同月27日、県は鉄道構想に反対していた4つの団体に対する説明会を実施した。経済安全保障の観点や県内産業育成もあり、知事は国産化したい意向を示しているが、現状、国産では同様の製品が無い（非連接であれば過去にIMTSが存在）。
山梨県は2025年4月、新価値・地域創造推進局に構想の作成を担当する「山梨・富士山未来課」を設置し、同年6月5日に輸送力や運行費用など総合的に優位とする調査結果を発表した。導入費用はLRTより5割以上低く、EVバスよりは高額だが年間運行コストは低くなると試算された一方、将来の自動運転技術などの進展次第ではEVバスも選択肢になりうるとしている。

## 反対・慎重論
国際連合教育科学文化機関（UNESCO、ユネスコ）の諮問機関で、世界遺産への登録審査や保全を担う国際記念物遺跡会議（ICOMOS、イコモス）は、登山鉄道構想について「富士山の来訪者管理や環境悪化に関する多くの課題を解決する統合的なアプローチとなりうる」と評価しつつも、「環境破壊につながる」と富士北麓地域にて反対運動が起きていることを挙げた上で「多くの利害関係者の支持を得る作業が必要」との通知を日本政府に送付していたことが2022年10月に報じられた。

## 参考記事・文献
- 富士山鉄道構想 麓から5合目まで（1/2ページ〈インターネットアーカイブの2009年1月29日のアーカイブ〉・2/2ページ[リンク切れ]） - MSN産経ニュース、2009年1月3日
- 小林朝夫『富士山99の謎』彩図社 2008年